# Schwedische Krone
Die Krone (schwedisch krona, Plural kronor) ist die Währung Schwedens. Sie ist frei konvertierbar. Die Münzen und Banknoten werden von der Schwedischen Reichsbank (Sveriges Riksbank) ausgegeben. Münzen sind derzeit folgende im Umlauf: 1, 2, 5 und 10 Kronen. Banknoten gibt es in den Werten 20, 50, 100, 200, 500 und 1000 Kronen.
1873 wurde die Krone in ihrer Urform eingeführt; sie war damals sowohl in Schweden als auch Dänemark, Norwegen und dem heutigen Island gültig. Die selbstständige schwedische Variante gibt es seit 1924.

## Geschichte

### Vorgeschichte und Einführung der schwedischen Krone
Seit 1534 galt in Schweden der Taler (daler) als Landeswährung, der 1604 in Reichstaler (riksdaler) umbenannt wurde. Der Taler war eine in weiten Teilen Mitteleuropas verbreitete Silbermünze.
1873 vereinbarten Dänemark und Schweden die Bildung der Skandinavischen Währungsunion und der Krone als gemeinsamer Währung. Norwegen schloss sich erst vier Jahre später an, obwohl es bis 1905 mit Schweden in einer politischen Union vereinigt war.
Geprägt wurde die Krone aber auch in Norwegen schon seit 1874. Die norwegischen Kronen trugen jedoch zunächst eine weitere Wertangabe in der alten Währung des Speciestaler.
Während des Ersten Weltkrieges kam es zu immer größeren Wechselkursunterschieden zwischen den Kronen der Mitgliedsländer. Die schwedische Variante hatte einen höheren Wert als die der anderen beiden Länder, was zu Arbitragegeschäften führte.
Aufgrund dessen wurde die Skandinavische Währungsunion 1924 aufgelöst. Trotzdem entschieden sich Dänemark, Schweden und Norwegen den Namen „Krone“ für ihre jeweiligen (nun unabhängigen) Währungen beizubehalten.

### Die Krone im Lauf der Geschichte

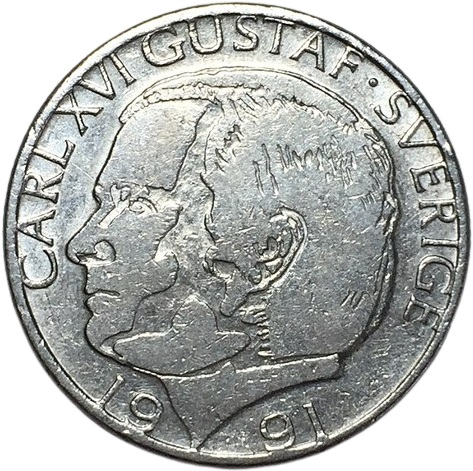
1 Krone (1991)

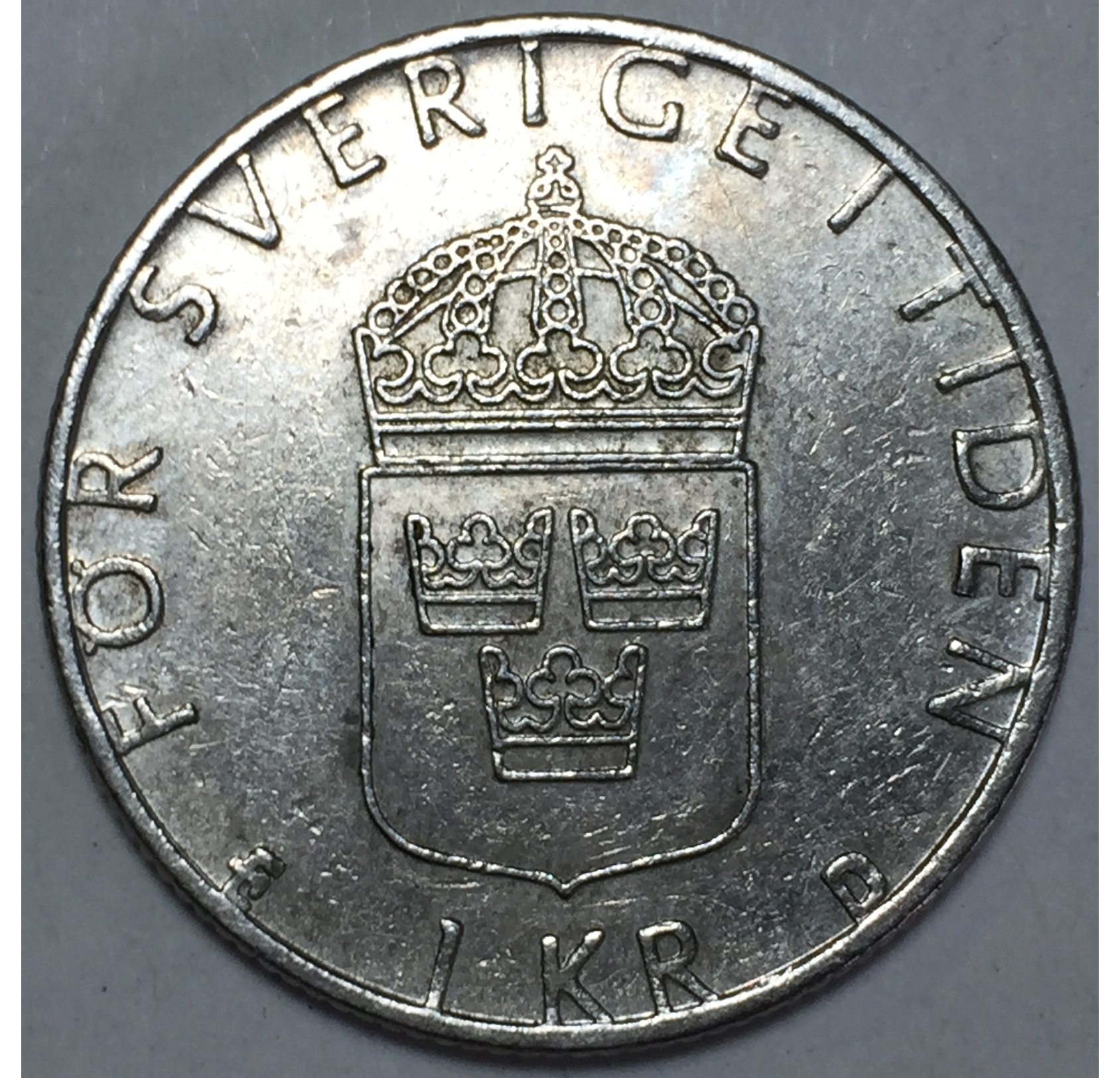
1 Krone (1991)

Die folgende zeitliche Einteilung erfolgt bezüglich der Anbindung der Krone an verschiedene Rohstoffwerte (z. B. Gold, Silber) oder Währungen
1873–1914
Bei Einführung der Krone 1873 wurde der Silberstandard vom Goldstandard abgelöst, der bis zum Beginn des Ersten Weltkrieges 1914 gehalten wurde.
Damals waren 2480 Kronen 1 Kilogramm Gold wert. Der Umtausch gegen Gold zu einem festen Wechselkurs wurde von der schwedischen Verfassung geschützt, was sich jedoch als nicht sehr zuverlässig erweisen sollte.
1914–1924
Mit dem Ausbruch des Ersten Weltkrieges entschied die Schwedische Reichsbank ohne Einwilligung des Parlaments zum Schutz der Goldreserven gegen einen Goldstandard und für einen Papierstandard, das heißt, Kronen konnten von da an nicht mehr in Gold umgetauscht werden. Es herrschte ein flexibler Wechselkurs zu ausländischen Währungen, was in Kriegszeiten vorteilhafter als ein starrer Wechselkurs war.
Die politischen Behörden wollten nach dem Ende des Krieges eine Rückkehr zum Goldstandard. Doch dazu musste die zur Finanzierung von Kriegsmitteln angestiegene Geldmenge zunächst gesenkt werden. Durch diese drastische Senkung des zur Verfügung stehenden Geldes sank das Preisniveau extrem stark, was Schweden 1920/22 eine schwere Deflationskrise bescherte. Der im Rahmen des Goldstandards festgelegte Wechselkurs gegenüber der Mark betrug 1912 1,12 M und 1932 1,25 RM.
1924–1931
Nachdem die Depression sich abgeschwächt hatte, wurde mit der Einführung der ersten unabhängigen schwedischen Variante der Krone 1924 in Schweden der Goldstandard wieder eingeführt.
In der zweiten Hälfte der zwanziger Jahre erlebte Schweden ein wirtschaftliches Hoch, was auf der starken Nachfrage nach schwedischen Exportgütern beruhte.
Dieser wirtschaftliche Erfolg wurde jedoch schon bald durch die Weltwirtschaftskrise von 1929 und die darauf folgende Depression gebremst.
1931–1933
Als erstes Land setzte Schweden 1931 der Geldpolitik ein stabiles Preisniveau als Ziel. Für das „managed money“ wurde der Papierstandard als geeignete Basis gewählt. Im Zuge dieses Experimentes erhob die Zentralbank einen Verbraucherpreisindex, der als Leitfaden für die Geldpolitik diente.
1933–1939
Mit dem Gedanken der Preisstabilisierung erfolgte 1933 eine Anbindung der Krone an das britische Pfund, das als sehr stabil galt. Schweden war allerdings nicht das erste Land, das dies erkannte. Bereits 1931 hatte sich der sogenannte Sterling Block gebildet.
1939–1951
Aufgrund einer hohen Inflation im Vereinigten Königreich wurde die Krone 1939 an den stärkeren US-Dollar angebunden (1 USD = 4,20 SEK).
1951–1973
1951 trat Schweden dem Bretton-Woods-System, einem internationalen Währungssystem nach dem Zweiten Weltkrieg, bei. Basis bildete dabei der amerikanische Dollar, der wiederum an einen bestimmten Goldwert geknüpft war. Insgesamt gab es 45 Mitglieder weltweit in diesem System.
Im Laufe der Zeit erwies sich das Währungssystem jedoch als mangelhaft. Unter anderem hatte sich die Zentralbank der USA verpflichtet, jederzeit den Dollar in Gold einzulösen, was sich als problematisch erwies.
Zum Aufbau Europas nach dem Zweiten Weltkrieg gaben die USA großzügig Kredite aus, womit die Menge an Dollars enorm anstieg, jedoch nicht die amerikanischen Goldreserven. So fürchteten viele Länder um ihr Tauschrecht und wechselten große Mengen an Dollars in Gold, bis schließlich 1971 die Golddeckungspflicht aufgehoben wurde. Deshalb trat Schweden im März 1973 aus dem Bretton-Woods-System aus.
1973–1977
Ebenfalls im März 1973 trat Schweden dem nächsten Währungssystem bei: Dem Europäischen Wechselkursverbund (EKV). Dieser war schon 1972 von den Mitgliedern der Europäischen Wirtschaftsgemeinschaft (heute: Europäische Gemeinschaft) gegründet worden.
1977 verließ Schweden den EKV wieder, da dieser aufgrund einer hohen Mitgliederfluktuation keine Stabilität gewährleisten konnte.
1977–1991
In der Zeitspanne von 1977 bis 1991 verknüpfte man die Krone mit einem „trade-weighted basket index“, das heißt, man orientierte sich an den 15 größten Handelspartnern und ihren jeweiligen Währungen. Dabei wurde der US-Dollar aufgrund seiner Wichtigkeit doppelt gewichtet.
1991–1992
Im Mai 1991 wurde die Krone in das Europäische Währungssystem (EWS) eingebunden, ohne dass Schweden zu diesem Zeitpunkt schon Mitglied der Europäischen Gemeinschaft war.
1992–1995
Ein Jahr nach der Einbindung der Krone in das EWS kam es zur Krise desselben am sogenannten „Schwarzen Mittwoch“, dem 16. September 1992. Danach verzichtet die schwedische Politik auf eine zu enge Anbindung des Wechselkurses der Krone an andere europäische Währungen.
1995–heute
Am 1. Januar 1995 trat Schweden der Europäischen Union bei. Mit der damit verbundenen Unterzeichnung des Maastrichter Vertrages hat sich Schweden auch verpflichtet, den Euro als Währung einzuführen, sobald die Konvergenzkriterien erfüllt sind. Zum Start des Euro 1999 war dies noch nicht der Fall. Bei einer Volksabstimmung im Jahr 2003 stimmten 56 Prozent gegen die Einführung des Euro. Obwohl Schweden mittlerweile (Stand 2013) die wirtschaftlichen Bedingungen für eine Euro-Einführung mit deutlichem Abstand erfüllt, werden die Konvergenzkriterien in einem Punkt absichtlich nicht erfüllt, um den Euro vorerst nicht einführen zu müssen: Schweden tritt nicht dem Wechselkursmechanismus II bei, der eine enge Bindung der Krone an den Euro bedingen würde. Eine Volksabstimmung sollte frühestens 2013, also zehn Jahre nach dem ersten Referendum, erneut stattfinden. Da laut Meinungsumfragen die Zustimmung zu einer Einführung infolge der Eurokrise massiv gefallen ist, gibt es derzeit keine Bestrebungen, eine neuerliche Abstimmung anzusetzen.

## Ausgabeformen

### Münzen

#### Aktuelle Münzen
| Nennwert  | Bild | Bild | Entwurf                       | Material                        | Gewicht | Durchmesser | Dicke   | Umlaufzeit                |
| --------- | ---- | ---- | ----------------------------- | ------------------------------- | ------- | ----------- | ------- | ------------------------- |
| 1 Krone   |      |      | Ernst Nordin                  | Stahl mit Kupfer-Ummantelung    | 3,6 g   | 19,5 mm     | 1,79 mm | 3. Oktober 2016 bis heute |
| 2 Kronen  |      |      | Ernst Nordin                  | Stahl mit Kupfer-Ummantelung    | 4,8 g   | 22,5 mm     | 1,79 mm | 3. Oktober 2016 bis heute |
| 5 Kronen  |      |      | Ernst Nordin                  | 89 % Cu, 5 % Al, 5 % Zn, 1 % Sn | 6,1 g   | 23,75 mm    | 1,97 mm | 3. Oktober 2016 bis heute |
| 10 Kronen |      |      | Ernst Nordin und Marita Norin | 89 % Cu, 5 % Al, 5 % Zn, 1 % Sn | 6,6 g   | 20,5 mm     | 2,9 mm  | 1991 bis heute            |

Über das Design und Aussehen der Münzen entscheidet die Nationalbank, doch eine Gemeinsamkeit haben alle Münzen: zwei kleine Buchstaben (Münzzeichen) auf der Rückseite. Der erste Buchstabe ist entweder ein „E“ oder ein „S“. Bis Ende 2007 wurde ein „E“ verwendet. Es steht für Eskilstuna, den Namen der Stadt, in der die Münzen geprägt wurden. Seit 2008 wird an derselben Stelle ein „S“ geprägt, was für Stockholm steht – den Hauptsitz der Nationalbank. Der zweite Buchstabe ist der Anfangsbuchstabe des Nachnamens einer Persönlichkeit. Bei allen Münzen, die vor 1987 geprägt wurden, war es der Manager der Münzanstalt. Seit 1987 ist es der Präsident der Schwedischen Reichsbank. Seit dem 11. Oktober 2005 ist Stefan Ingves Amtsinhaber. Die Münzen tragen daher die Buchstaben S und I.
Traditionell trägt die schwedische Ein-Kronen-Münze auf der Aversseite das Bild (Umrisszeichnung) des amtierenden schwedischen Monarchen und bis 2000 eine Darstellung des Staatswappens von Schweden auf dem Münzrevers. Außerdem ist das königliche Motto in die 10-Kronen-Münze geprägt. Die 2017 eingeführten Münzen haben als Thema Sonne, Wind und Wasser.
Die schwedischen Münzen werden mittlerweile nicht mehr in Schweden hergestellt. Die schwedische Münzprägeanstalt Myntverket in Eskilstuna wurde 2002 an die finnische Münze Rahapaja Oy in Vantaa verkauft. 2008 wurde die Produktion nach Finnland verlegt. Mit der endgültigen Abwicklung des kleinen noch verbliebenen Betriebs von Myntverket im Jahr 2011 ist Schweden ohne eigenen Münzenhersteller.
Im Laufe der Zeit gab die Nationalbank zu verschiedenen Anlässen Gedenkmünzen aus, wie zum Beispiel zum 150. Geburtstag von Selma Lagerlöf und Carl von Linné und zum Jubiläum der schwedischen Eisenbahn. Zwei weitere Gedenkmünzen wurden anlässlich der Hochzeit der schwedischen Kronprinzessin Victoria und Daniel Westling am 19. Juni 2010 aufgelegt. Auch diese Münzen gelten als gesetzliches Zahlungsmittel.

#### Ältere Münzen
| Nennwert | Bild     | Bild     | Entwurf                                                              | Material                                                                     | Gewicht | Durchmesser | Dicke   | Umlaufzeit                                |
| -------- | -------- | -------- | -------------------------------------------------------------------- | ---------------------------------------------------------------------------- | ------- | ----------- | ------- | ----------------------------------------- |
| 1 Krone  |          |          | Ernst Nordin (Vorderseite) und Annie Winblad Jakubowski (Rückseite). | Legierung: 75 % Cu, 25 % Ni                                                  | 7 g     | 25 mm       | 1,88 mm | 2009 bis 30. Juni 2017                    |
| 2 Kronen |          |          | unbekannt                                                            | 1952–1966: 40 % Ag, 50 % Cu, 5 % Ni, 5 % Zn 1968–1971: 75 % Cu, 25 % Ni      | 14 g    | 31 mm       | ?       | 1876 bis 30. Juni 2017 (geprägt bis 1971) |
| 5 Kronen | 5 Kronen | 5 Kronen | unbekannt                                                            | Magnimat (zwei Schichten 75 % Cu, 25 % Ni, dazwischen eine Schicht 100 % Ni) | 9,5 g   | 28,5 mm     | 2 mm    | 1976 bis 30. Juni 2017                    |

Die kupferfarbene 50-Öre-Münze ist am 30. September 2010 ungültig geworden (Beschluss des Reichstages vom 25. März 2009). Schon 1992 wurde die 10-Öre-Münze ungültig. Bereits 1985 verschwand die 25-Öre-Münze zusammen mit der 5-Öre-Münze. Seit 1972 sind die 1- und 2-Öre-Münzen ungültig. Ungültige Münzen können nicht mehr gewechselt werden und haben nur noch Sammler- oder Metallwert.
Die Prägung der silberfarbenen 2-Kronen-Münze war bereits 1971 eingestellt worden. Sie war seither aus dem Zahlungsverkehr praktisch verschwunden. Trotzdem wurden alle Münzen mit diesem Wert noch bis 30. Juni 2017 als offizielles Zahlungsmittel anerkannt, sofern sie nach 1876 produziert worden waren. Seit 2016 ist mit der kupferfarbenen 2-Kronen-Münze aber wieder eine Münze mit diesem Wert im Umlauf.
Vorläufer waren der Reichstaler (riksdaler) = 48 skilling banco und ab 1858 der riksdaler = 100 Öre.

Schwedische Krone, 1875
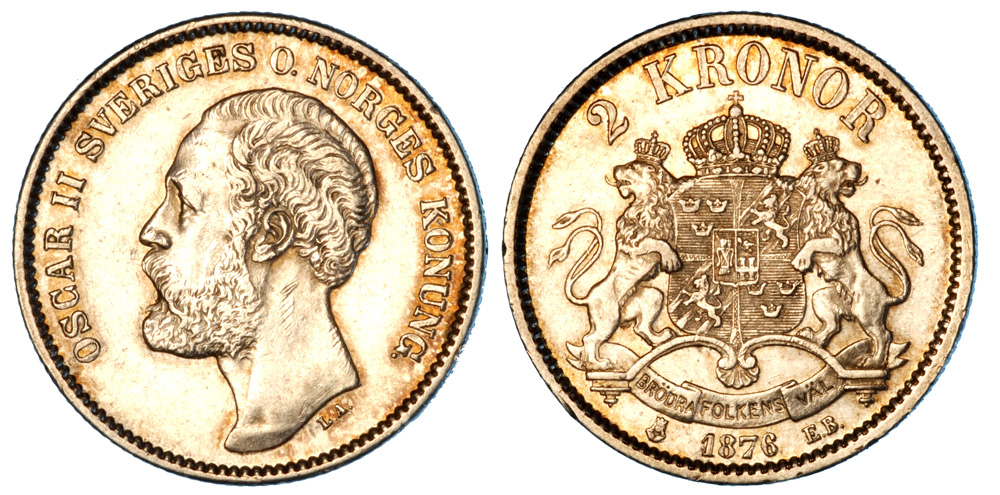
2 Kronen, 1876
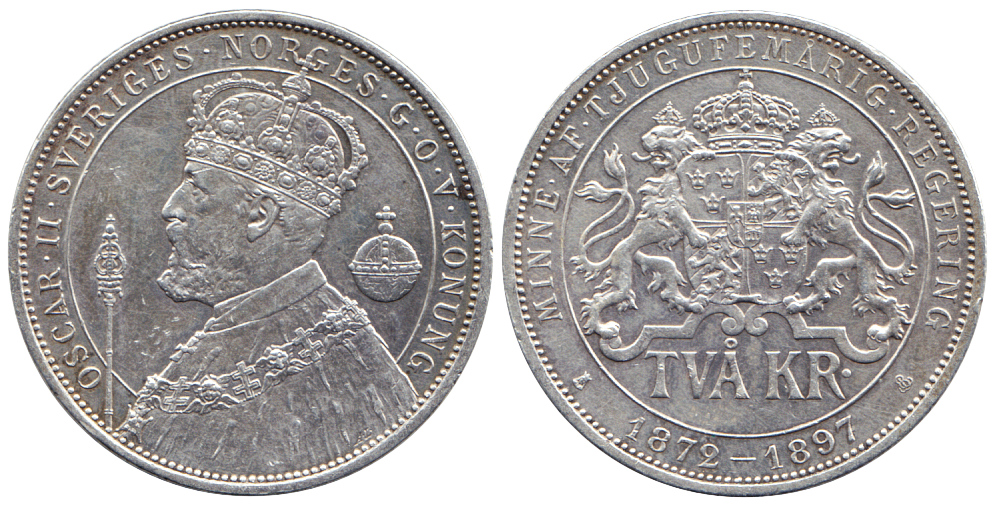
2 Kronen, 1897

### Banknoten

#### Aktuelle Banknoten
| Bild | Nennwert    | Porträt                               | Format         | Im Umlauf ab    |
| ---- | ----------- | ------------------------------------- | -------------- | --------------- |
|      | 20 Kronen   | Astrid Lindgren (Schriftstellerin)    | 66 mm × 120 mm | 1. Oktober 2015 |
|      | 50 Kronen   | Evert Taube (Dichter und Komponist)   | 66 mm × 126 mm | 1. Oktober 2015 |
|      | 100 Kronen  | Greta Garbo (Schauspielerin)          | 66 mm × 133 mm | 3. Oktober 2016 |
|      | 200 Kronen  | Ingmar Bergman (Regisseur)            | 66 mm × 140 mm | 1. Oktober 2015 |
|      | 500 Kronen  | Birgit Nilsson (Opernsängerin)        | 66 mm × 147 mm | 3. Oktober 2016 |
|      | 1000 Kronen | Dag Hammarskjöld (UN-Generalsekretär) | 66 mm × 154 mm | 1. Oktober 2015 |

Beschädigte oder verfärbte Banknoten können bei der Riksbank ersetzt werden. Wenn zwei Drittel des Scheines intakt sind, bekommt man den ganzen Betrag erstattet; ist nur ein Drittel der Banknote erhalten, wird nur die Hälfte des Wertes ausgezahlt. Davon ausgenommen sind Banknoten, die z. B. beim Aufbruch eines Geldautomaten durch Farbpatronen eingefärbt worden sind.
Da Banknoten besonders anfällig für Fälschungsversuche sind, hat die schwedische Nationalbank bei der neuen Banknotenserie einige Sicherheitsvorkehrungen getroffen:
Alle Banknoten haben folgende Sicherheitsmerkmale: Wasserzeichen, Sicherheitsfaden, Durchsichtsregister, wechselnde Farben, UV-Fluoreszenz, Mikroschrift. Die 100-, 200-, 500- und 1000-Kronen-Noten verfügen zusätzlich über einen Sicherheitsfaden mit wechselnden Motiven.
Weiterhin gab die schwedische Nationalbank im Jahre 2005 eine „Sonderbanknote“ zu 100 Kronen mit dem Thema „250 Jahre Tumba Bruk Papiermühle“ heraus. Die Auflage betrug 10.000 Stück. Die Verwendung der Banknoten als gesetzliches Zahlungsmittel ist möglich, jedoch liegt der Sammlerwert weit über dem aufgedruckten Nennwert.

#### Ältere Banknoten
| Nennwert    | Porträt                                                                                     | Format         | Umlaufzeit             |
| ----------- | ------------------------------------------------------------------------------------------- | -------------- | ---------------------- |
| 20 Kronen   | Selma Lagerlöf (Schriftstellerin)                                                           | 67 mm × 120 mm | 1997 bis 30. Juni 2016 |
| 50 Kronen   | Jenny Lind (Sängerin)                                                                       | 77 mm × 120 mm | 2006 bis 30. Juni 2016 |
| 100 Kronen  | Carl von Linné (Naturwissenschaftler)                                                       | 72 mm × 140 mm | 2001 bis 30. Juni 2017 |
| 500 Kronen  | Karl XI. (schwedischer König); Rückseite: Christopher Polhem (Wissenschaftler und Erfinder) | 82 mm × 150 mm | 2001 bis 30. Juni 2017 |
| 1000 Kronen | Gustav I. Wasa (schwedischer König)                                                         | 82 mm × 160 mm | 2006 bis 30. Juni 2016 |

Nach einer neunmonatigen Umtauschfrist verloren die alten Banknoten zu 20 Kronen, 50 Kronen und 1000 Kronen Ende Juni 2016 und die alten Banknoten zu 100 Kronen und 500 Kronen Ende Juni 2017 den Status als gesetzliches Zahlungsmittel. Sie können aber weiterhin für eine Umtauschgebühr bei der Schwedischen Reichsbank gewechselt werden. Dies gilt auch für Banknoten, die bereits vor 2016 zurückgerufen wurden. Dazu gehören auch die alten 100- und 500-Kronen-Noten ohne Folienstreifen, die am 1. Januar 2006 ungültig wurden und die alten 50- und 1000-Kronen-Noten ohne Folienstreifen, die am 1. Januar 2014 ungültig wurden.
Menschen, die nicht ihren ständigen Wohnsitz in Schweden haben, konnten die zum 30. Juni 2017 ungültig gewordenen Banknoten bis zum 30. Juni 2018 bei den Filialen der Forex Bank eintauschen.

5 schwedische Kronen, 1878

## Außenwert der schwedischen Krone

### Wechselkurs zur DM
Seit 1953 verlor die schwedische Krone gegenüber der Deutschen Mark (DM) stetig an Wert. 1999 wurde die Deutsche Mark vom Euro in Deutschland abgelöst. Die folgende Grafik und Tabelle zeigen die historischen Wechselkurse:

Wechselkurs 1 DM in SEK (Mengennotierung aus DM-Sicht)

| Jahr | 100 SEK | Jahr | 100 SEK | Jahr | 100 SEK | Jahr | 100 SEK | Jahr | 100 SEK  | Jahr | 100 SEK  | Jahr | 100 SEK  |
| ---- | ------- | ---- | ------- | ---- | ------- | ---- | ------- | ---- | -------- | ---- | -------- | ---- | -------- |
| 1950 | –       | 1960 | 80,709  | 1970 | 70,324  | 1980 | 42,943  | 1990 | 27,289   | 2000 | (23,189) | 2010 | (21,156) |
| 1951 | –       | 1961 | 77,848  | 1971 | 68,192  | 1981 | 44,747  | 1991 | 27,421   | 2001 | (21,159) | 2011 | (21,951) |
| 1952 | –       | 1962 | 77,557  | 1972 | 67,055  | 1982 | 38,894  | 1992 | 26,912   | 2002 | (21,377) | 2012 | (22,790) |
| 1953 | 80,836  | 1963 | 76,837  | 1973 | 60,959  | 1983 | 33,294  | 1993 | 21,248   | 2003 | (21,463) | 2013 | (22,102) |
| 1954 | 80,778  | 1964 | 77,171  | 1974 | 58,351  | 1984 | 34,386  | 1994 | 21,013   | 2004 | (21,463) | 2014 | (20,822) |
| 1955 | 81,066  | 1965 | 77,442  | 1975 | 59,282  | 1985 | 34,160  | 1995 | 20,116   | 2005 | (21,098) |      |          |
| 1956 | 80,875  | 1966 | 77,402  | 1976 | 57,803  | 1986 | 30,449  | 1996 | 22,434   | 2006 | (21,161) |      |          |
| 1957 | 81,056  | 1967 | 77,237  | 1977 | 51,997  | 1987 | 28,341  | 1997 | 22,718   | 2007 | (21,171) |      |          |
| 1958 | 80,903  | 1968 | 77,260  | 1978 | 44,456  | 1988 | 28,650  | 1998 | 22,128   | 2008 | (20,367) |      |          |
| 1959 | 80,769  | 1969 | 75,911  | 1979 | 42,766  | 1989 | 29,169  | 1999 | (22,235) | 2009 | (18,442) |      |          |

### Wechselkurs zum Euro

Wechselkurs 1 Euro in SEK

Die folgende Tabelle und Grafik zeigen, wie viele Kronen für 1 Euro (Mengennotierung aus Euro-Sicht) im jeweiligen Jahr getauscht wurden:
| Jahr | 1 Euro | Jahr | 1 Euro | Jahr | 1 Euro | Jahr | 1 Euro | Jahr | 1 Euro | Jahr | 1 Euro  | Jahr | 1 Euro  | Jahr | 1 Euro  |
| ---- | ------ | ---- | ------ | ---- | ------ | ---- | ------ | ---- | ------ | ---- | ------- | ---- | ------- | ---- | ------- |
| 1999 | 8,8075 | 2001 | 9,2551 | 2003 | 9,1242 | 2005 | 9,2822 | 2007 | 9,2501 | 2009 | 10,6191 | 2011 | 8,9099* | 2013 | 8,8490* |
| 2000 | 8,4452 | 2002 | 9,1611 | 2004 | 9,1243 | 2006 | 9,2544 | 2008 | 9,6152 | 2010 | 8,9764* | 2012 | 8,5818* | 2014 | 9,3930* |

### Wechselkurs zum US-Dollar
Der US-Dollar spielt weltweit eine bedeutende Rolle als Reservewährung. Die folgende Tabelle und Grafik zeigen, wie viele Kronen für 1 US-Dollar (Mengennotierung aus Dollar-Sicht) im jeweiligen Jahr getauscht wurden:

Wechselkurs SEK / USD

| 1993 | 7,7964 | 1996 | 6,7035 | 1999 | 8,2671 | 2002 | 9,7243 | 2005 | 7,4775 | 2008 | 6,5808  | 2011 | 6,9017* |
| 1994 | 7,7126 | 1997 | 7,6364 | 2000 | 9,1718 | 2003 | 8,0894 | 2006 | 7,3766 | 2009 | 7,6457  | 2012 | 6,4868* |
| 1995 | 7,1343 | 1998 | 7,9516 | 2001 | 10,326 | 2004 | 7,3496 | 2007 | 6,7607 | 2010 | 6,7109* | 2013 | 6,5029* |

## Banknotenumlauf
Anfang 2010 belief sich der Gesamtwert der umlaufenden Banknoten auf 104,6 Milliarden Kronen. Diese Summe war auf insgesamt etwa 372 Millionen Banknoten verteilt. Dabei entfielen mit mehr als 119 Millionen Noten etwa 32 Prozent auf die Stückelung zu 500 Kronen, die somit am häufigsten anzutreffen war.

## Zukunft und Euro
Die schwedische Krone ist nicht Teil des Wechselkursmechanismus (WKM) II, der auch als Eurowarteraum bezeichnet wird. Am 14. September 2003 lehnte Schweden in einer Volksabstimmung mit 56,2 zu 41,8 Prozent den Beitritt zur Europäischen Wirtschafts- und Währungsunion ab. Laut dem Beitrittsvertrag von Schweden zur EU muss das Land den Euro einführen und hat demnach keine Wahlmöglichkeit. Im Gegensatz dazu hat Dänemark ein vertraglich vereinbartes Recht zum Opt-out, also zum endgültigen Nichtbeitritt, jenes Recht besaß bis zu dessen Austritt auch das Vereinigte Königreich. Schweden verhindert derzeit die Einführung des Euro, indem das Land den Beitritt zum Wechselkursmechanismus (WKM) II nicht vollzieht und dadurch die Kriterien zum Einführen des Euro (absichtlich) nicht erfüllt.
Im internationalen Vergleich ist die Menge an Bargeld im Land gering. Es sind (Stand 2023) nur noch 58 Milliarden Kronen im Umlauf. Weniger als 20 Prozent der Transaktionen werden mit Bargeld getätigt, während es in Deutschland über 75 Prozent sind. Zahlreiche Bankfilialen und Geschäfte arbeiten ausschließlich mit elektronischen Zahlungen. Dies hat einerseits zu einem starken Rückgang der Banküberfälle geführt, aber auch zu einem erheblichen Anstieg des Betrugs mit Kreditkarten. Die schwedische Reichsbank geht aber davon aus, dass Bargeld noch bis in die 2030er Jahre Verwendung finden wird.
Die Schwedische Reichsbank evaluiert zurzeit die Einführung einer sog. E-krona. Diese könnte blockchainbasiert herausgegeben werden oder jeder Bürger würde ein Konto bei der Zentralbank unterhalten. Dieses elektronische Geld wäre analog zum Bargeld der schwedischen Geldpolitik unterworfen.

## Trivia
Im Frühsommer 2012 tauchten in Schweden einzelne gefälschte 1-Kronen-Münzen auf, deren Aufschrift „CARL XVI GUSTAF • SVERIGES KONUNG“ gegen ein „VÅR HORKARL TILL KUNG“ (etwa: „Unser Hurenbock von König“) ausgetauscht worden war. Laut Angaben der Schwedischen Reichsbank war die Fälschung so geschickt ausgeführt, dass sie nicht unmittelbar auffiel. Später bekannte sich der Kleinkünstler Karl Fredrik Mattsson dazu, die Prägung insgesamt acht solcher Münzen als Teil eines Kunstexperiments in Auftrag gegeben zu haben. Als Grund gab er gegenüber dem Münzhersteller Verärgerung darüber an, dass er wegen der Feiern des 65. Geburtstages des Königs und der damit verbundenen Straßensperrungen 30 Minuten zu spät zur Arbeit erschienen war. Ein Exemplar wurde im Dezember desselben Jahres für 80 200 Kronen (ca. 7000 €) auf der schwedischen Online-Auktionsplattform Tradera zu Gunsten der Stiftung Musikhjälpen (Musikhilfe) versteigert.